# Tropidia emeishanica
Tropidia emeishanica là một loài thực vật có hoa trong họ Lan. Loài này được K.Y.Lang miêu tả khoa học đầu tiên năm 1982.